# Филип Велев
Филип Велиев (Велев) е български учител, просветник и общественик.

## Биография
Филип Велиев е роден през 1818 г. в село Габарево, Казанлъшко. Семейството се преселва в Казанлък. Учи в гръцкото училище в града, а след това в Пловдив и в Великата народна школа в Куручешме (Цариград). В спомените си Йоаким Груев пише, че Филип Велев е помощник на главния учител в Пловдив. Учител в Калпакчийското училище в Казанлък (1845-52 и 1864-78), в Одрин (ок. 1852), Калофер (1859) и Стара Загора (1861). Като представител на град Казанлък участва в учителския събор в Пловдив (1870). След завръщането си с помощта на читалище „Просвещение“ се заема да реализира решенията на събора. Свикан е събор на учителите от Казанлъшка околия (31 май 1870). Обсъжда училищната програма. Задължава учителите да събират и описват песни, приказки и обичаи, които да изпращат на настоятелствата на читалището.
Автор на „Граматика гръко-българска“ в Цариград през 1860. Превежда от гръцки на български език („Поучения в святата и великата Четиредесятница“ 1868), „Кратка риторика“ (1873), „Омирова Илиада“ (1875) – трети опит след Григор Пърличев и Ненчо Бончев. Публикува във вестниците „България“ 1859 и „Право“ 1870 и 1872. В броя на вестник „Право“ от 2 март 1870 г. представя тържеството в Казанлък по случай основаването на Българската екзархия и определя това събитие като „граничен предел между преминалите и бъдещите родове на българския народ“.
Участва в националноосвободителното движение. През 1871 г. е основан Казанлъшкия частен революционен комитет. Негови членове са Петьо Ганин, Филип Велиев, Костадин Ваклидов, свещеник Стефан Бозав, Ботьо Папазов.
Още преди края на Руско-турската война (1877-1878) се включва в изграждането на основите на нова държавност. В началото на януари 1878 г. са създадени местните органи на властта. Назначен е за председател на съдебния съвет. След Берлинския договор е кантонален съдия в Казанлък, Източна Румелия.
На съдийската длъжност остава до смъртта си на 24 септември 1883 година.